# المحمدية (ولاية الجزائر)
المحمدية  بلدية من بلديات ولاية الجزائر تتبع لدائرة الدار البيضاء.
كانت تدعى أثناء الاستعمار الفرنسي ببلدية لافيجري (بالفرنسية: Lavigerie)‏ وهي تتمتع ب 3.2 كم من السواحل تقع على هضبة تنحدر نحو البحر
- عدد سكان البلدية في 2006 59,640ن
- الرمز البريدي 16058

## تاريخ
- في فترة الحكم العثماني استغلها الأتراك لتمركز بطاريات مدافع وبناء بروج لحماية الجبهة البحرية للمدينة
- بين 1866 و1920 أوت البلدية بمبادرة من الكاردينال لافيجري جالية الآباء البيض المسيحية
- تاريخيا لافيجري كانت عبارة عن حي صغير تابع لبلدية الحراش قبل أن تتطور وتنفصل عن البلدية الأم
- 1984 يعاد فصلها عن الحراش لتصبح بلدية

### سياسة
من أكبر الاحزاب في البلدية هو الأفلان وحركة الإصلاح الوطني.

### المساجد
تحتوي هذه البلدية على العديد من المساجد.
هذه المساجد تشرف عليه مديرية الشؤون الدينية والأوقاف لولاية الجزائر تحت وصاية وزارة الشؤون الدينية والأوقاف.

## التخطيط العمراني
تتكون الجماعة بشكل أساسي من مساكن جماعية وشبه جماعية  موزعة في مختلف أحياء ومدن المدينة مثل Cinq Maisons، les Dunes، Cité Ahmadia، Cité Méditerranée، Belvédère,cité douanière أو في الآونة الأخيرة، مناطق مثل 618 مسكن و 632 وحدة سكنية بنيت في الثمانينات، المنطقة الجديدة تسمى Les Bananiers (Les Mandarines سابقًا). فقط مناطق Les Pins Marines وTamaris وLido وLes Castors (منطقة الخطوط الجوية الفرنسية سابقًا) هي مناطق تتكون من فيلات ومنازل فردية. إلا أن هذه هي الأحياء الأقدم والأكثر أناقة، مثل حي كاتربلر (شارع بسكرة حاليا)، في إشارة إلى الشركة التي تحمل نفس الاسم والتي تأسست في الحي خلال فترة الاستعمار. [بحاجة لمصدر]

ومن المخطط إنشاء منطقة سكنية بمساحة 100 هكتار شمال الطريق الدائري الشرقي لمدينة الجزائر العاصمة، سيتم بناء عدة أبراج فيها.

## الوديان
يتضمن إقليم هذه البلدية العديد من الوديان منها:
- وادي الحراش

## الشواطئ
تحتضن هذه البلدية العديد من الشواطئ البحرية:
- شاطئ المصلى
- شاطئ الصنوبر البحري
- شاطئ ليدو

## مواضيع ذات صلة
- تاريخ ولاية الجزائر
- بلديات ولاية الجزائر
- دوائر ولاية الجزائر